# Argentínában történt légi közlekedési balesetek listája
A Argentínában történt légi közlekedési balesetek listája mind a halálos áldozattal járó, mind pedig a kisebb balesetek, meghibásodások miatt történt, gyakran csak az adott légiforgalmi járművet érintő baleseteket is tartalmazza évenkénti bontásban.

## Argentínában történt légi közlekedési balesetek

### 1972
- 1972. október 13., Andok. Az Uruguayi Légierő 571-es járata, egy Fairchild FH–227D típusú szállító repülőgép pilótahiba miatt az Andok hegyvonulatának csapódott. A gépen tartózkodó 40 utas és 5 fő legénység közül 29 fő életét vesztette és 16 fő túlélte a balesetet.[1]